# Unghi la centru

Unghiul AOB este un unghi la centru

Un unghi la centru este un unghi al cărui vârf este centrul O al unui cerc și ale cărui laturi sunt raze ale cercului. În imaginea de alături razele OA și OB intersectează cercul în punctele A și B. Unghiul la centru subîntinde arcul dintre aceste două puncte, iar mărimea unghiului la centru, măsurat în radiani, este numeric egală cu valoarea lungimii arcului subîntins de pe cercului unitate (de rază 1). Din acest motiv unghiul la centru este cunoscut și ca distanța unghiulară a arcului subîntins de el.
Mărimea unui unghi la centru Θ este 0° < Θ < 360° sau 0 < Θ < 2π (radiani). Când se definește sau se trasează un unghi la centru, în afară de capetele sale (în imaginea de alături punctele A și B) trebuie specificat dacă este vorba de arcul mic (<180°) sau de cel mare (>180°). Echivalent, se poate specifica dacă mișcarea de la punctul A la punctul B este în sens trigonometric sau în sens orar.

## Formule
Dacă punctele A și B formează un diametru al cercului, atunci Θ = 180° este un unghi alungit (respectiv în radiani Θ = π).
Fie L arcul mic al cercului între punctele A și B și fie R raza cercului.

Unghi la centru subîntins de arcul mic L

Dacă unghiul la centru Θ este subîntins de L, atunci
{\displaystyle 0^{\circ }<\Theta <180^{\circ }\,,\,\,\Theta =\left({\frac {180L}{\pi R}}\right)^{\circ }={\frac {L}{R}}.}
Demonstrație (în grade): Circumferința cercului de rază R este 2πR, iar lungimea arcului mic, L, este proporțională din circumferință (Θ/360°). Prin urmare:

Unghi la centru subîntins de arcul mare, nu de cel mic

{\displaystyle L={\frac {\Theta }{360^{\circ }}}\cdot 2\pi R\,\Rightarrow \,\Theta =\left({\frac {180L}{\pi R}}\right)^{\circ }.}
Dacă unghiul la centru Θ nu este subîntins de L, atunci
{\displaystyle 180^{\circ }<\Theta <360^{\circ }\,,\,\,\Theta =\left(360-{\frac {180L}{\pi R}}\right)^{\circ }=2\pi -{\frac {L}{R}}.}
Demonstrație (în radiani): Circumferința cercului de rază R este 2πR, iar lungimea arcului mic, L, este proporțională din circumferință (Θ/2π). Prin urmare:
{\displaystyle L={\frac {\Theta }{2\pi }}\cdot 2\pi R\,\Rightarrow \,\Theta ={\frac {L}{R}}.}

Dacă tangentele în A respectiv în B se intersectează în punctul exterior P, atunci unghiurile ∠AOB și ∠APB sunt suplementare (suma lor fiind 180°).

## Unghiurile la centru ale poligoanelor regulate
Un poligon regulat cu n laturi are un cerc circumscris pe care se află toate vârfurile sale, iar centrul cercului este, de asemenea, centrul poligonului. Unghiul la centru al poligonului regulat este format de razele la două vârfuri adiacente. Măsura acestui unghi este {\displaystyle 2\pi /n.}